# Deutscher Verein für Pflanzenheilkunde
Der Deutsche Verein für Pflanzenheilkunde war ein in der damals noch selbständigen Stadt Altona ansässiger Verein im Umfeld der Lebensreform-Bewegung. Er wurde um 1910 gegründet und widmete sich alternativen Heilmethoden und Heilpflanzen.
Die Mitglieder – unter ihnen auch die zur damaligen Zeit bekannten Autoren Hermann Alois Mayer und Paul Sellin – hatten es sich laut eigenem Bekunden zum Ziel gesetzt, die Pflanzenheilkunde und die Krankheitsbehandlung mit Hilfe von Heilkräutern zu verbreiten sowie allgemein anzuwendende Hygienevorschriften auszuarbeiten und einzuführen. In der Vereinssatzung wurden folgende Punkte als erstrebenswert festgehalten:
- „Belehrung über das Wesen und die Grundprinzipien der Heilkunde, insbesondere der Pflanzenheilkunde, und Wiederanerkennung dieser Volksheilweise seitens der offiziellen Medizin
- Aufklärung [der Vereinsmitglieder] über Körper- und Geistespflege, Erziehung pp., sowie Anregung zur Führung eines Lebens nach den Grundsätzen einer vernunft- und naturgemäßen Hygiene
- Durchdringung [des] Kulturlebens mit dem Geiste moderner Hygiene zur Schaffung eines gesunden Volksorganismus.“

Im Frühjahr 1910 wurde mit einer Auflage von 1.000.000 Exemplaren und unter der Chefredaktion von Mayer die erste Ausgabe der Vereinszeitschrift Hygienischer Wegweiser. Zeitschrift für Pflanzenkunde und Lebenskultur im Neukultur-Verlag herausgegeben. Dieses Blatt diente als literarische Ergänzung zu veröffentlichten Büchern und gehaltenen Vorträgen. Es wurden Wuchs, Verwendung und Dosierung unterschiedlichster Heilkräuter erläutert, Neuerungen und den Verein betreffende Innovationen in Kurzgeschichtenform präsentiert und themenbezogene Artikel abgedruckt. In dieser ersten Ausgabe wurde der Zweck des Hygienischen Wegweisers folgendermaßen umrissen:
„Unsere Zeitschrift will ein Wegweiser durch die verworrenen Lebensverhältnisse der Gegenwart sein, ein Vorkämpfer für allseitige, innerlich wahre Kultur, für Erziehung zur Lebenstüchtigkeit und Lebensfreude, ein Förderer einer harmonievollen, daseinsverschönernden Welt- und Lebensanschauung und aller Geist und Körper gesunderhaltenden Bestrebungen.“
Später erschien die Zeitschrift – die nachweislich bis Ende der 1920er Jahre verlegt wurde und in der beispielsweise Magnus Schwantje, Marta Fraenkel, Fritz de Quervain, Hellmut Eckhardt, Luise Lampert, Paul Lauener und Alfred Grotjahn publizierten – im eigenen Verlag Hygienischer Wegweiser.